# Melapia bifasciata
Melapia bifasciata là một loài bướm đêm trong họ Noctuidae.